# Gino Rossetti
Gino Rossetti (ur. 7 listopada 1904 w La Spezia, zm. 15 maja 1992 w Turynie) – włoski piłkarz, który występował na pozycji napastnika. Należy do niego rekord zdobytych bramek w historii włoskiego futbolu w jednym sezonie (36 goli – sezon 1928/1929). Zdobywca brązowego medalu na Igrzyskach Olimpijskich 1928.

## Kariera klubowa
Rossetti karierę seniorską rozpoczął w 1919 w klubie Virtus Spezia. W 1921 przeniósł się do drugoligowej Spezii Calcio. Po 5 latach przeniósł się do Torino. Już w pierwszym sezonie udało mu się wywalczyć tytuł mistrzowski (później odebrany) i strzelić łącznie 19 bramek. W sezonie 1928/1929 udało mu się strzelić 36 bramek w 30 ligowych meczach i tym samym ustanawiając rekord włoskiej ligi. Rekord Rossettiego został wyrównany w sezonie 2015/2016, kiedy to w barwach SSC Napoli 36 trafień zanotował Gonzalo Higuaín. Łącznie w Torino rozegrał 212 meczów, w których strzelił 134 goli. Później, przez 4 lata, grał w Napoli. Następnie powrócił do Torino, a później do Spezii Calcio. Karierę seniorską zakończył w 1941, w Maceratese.

## Kariera reprezentacyjna
W seniorskiej drużynie narodowej Włoch zadebiutował 30 stycznia 1927 w meczu towarzyskim ze Szwajcarią i jednocześnie strzelił swoją pierwszą bramkę dla reprezentacji. W 1928 wystąpił na Igrzyskach Olimpijskich, na których rozegrał dwa mecze, w których strzelił bramkę (przeciwko Francji) i zdobył brązowy medal. 3 marca 1929 w meczu Pucharu Europy Środkowej 1927–1930 z Czechosłowacją (4:2) zdobył hat-tricka. Łącznie w narodowych barwach rozegrał 13 meczów i strzelił 9 bramek.

## Sukcesy

### Torino
- Mistrzostwo Włoch: 1927/1928

### Reprezentacyjne
- Puchar Europy Środkowej: 1927–1930
- Igrzyska Olimpijskie (brąz): 1928

### Indywidualne
- Król strzelców Divisione Nazionale: 1928/1929 (36 goli)
- Król strzelców Pucharu Europy Środkowej: 1927–1930 (6 goli)[a]